# Албанска съпротива през Втората световна война
Албанската съпротива през Втората световна война е съпротивително движение в Албания срещу правителството на Албанското кралство и поддържащите го Италия и Германия.
То включва няколко различни групи, но в най-масовия си заключителен етап е доминирано от прокомунистическата Националноосвободителна армия, ръководена от Енвер Ходжа. Първите прояви на съпротивата са след превръщането на Албания в италиански протекторат през 1939 година, в началото на Втората световна война. Тя завършва през есента на 1944 година, когато в страната е наложено управление на комунистите.

## История

### Начален период
Началото на Албанската съпротива е поставено малко след италианската окупация, като първоначално движението е разделено на две — привържениците на връщането на крал Зогу I от Легалисткото движение, водени от генерал Абаз Купи, и републикански националистически групи, образували след това оглавената от Митхат Фрашъри организация Бали Комбътар. Републиканците имат по-голямо влияние от монархистите, като са особено популярни в присъединените през 1941 година към Албанското кралство Косово и западна Македония.

### Включване на комунистите
Комунистическото направление на Албанската съпротива започва да се организира едва след началото на войната със Съветския съюз през лятото на 1941 година. През ноември, с активното участие на функционери на Югославската комунистическа партия и като нейно подразделение, е създадена Албанската комунистическа партия, оглавена от сътрудника на Коминтерна Енвер Ходжа. Следвайки единофронтовската политика на Коминтерна, през септември 1942 година комунистите успяват да привлекат все повече губещите влияние монархисти и някои местни групи в Националноосвободителен фронт, но Бали Комбътар продължава да е водещата организация на съпротивата.
През пролетта на 1943 година по решение на Югославската народна освободителна армия комунистите създават Националноосвободителна армия, която има два отделни щаба — един за старата територия на Албания, оглавен от Енвер Ходжа, и друг за Косово, начело с Фадил Ходжа. И двата щаба са поставени под надзора на Светозар Вукманович.
През лятото на 1943 година Националноосвободителния фронт и Бали Комбътар се споразумяват за общи действия и създаване на съвместен Комитет за спасение на Албания. Споразумението се обявява за независима Албания в граници, съответстващи на националното самоопределение на населението. По тази причина и под югославски натиск малко по-късно комунистите се оттеглят от него, а през есента монархистите напускат Националноосвободителния фронт.

### Германска окупация
Капитулацията на Италия на 8 септември 1943 година дава силен тласък на Албанската съпротива. Италианските войски се изтеглят неорганизирано от страната, партизаните установяват контрол над голямо количество оръжие, а около 1500 италиански дезертьори се присъединяват към Съпротивата. В същото време в Албания са въведени германски войски, за да предотвратят евентуален десант на Балканите. Германците пленяват 90 хиляди италианци и признават независимостта на Албания, политическите затворници са освободени, а профашисткото правителство е заменено с политици от различни партии от предвоенния период.
Бали Комбътар и монархистите подкрепят новото правителство, но продължават да поддържат военните си формирования, които участват в активни военни действия срещу югославските партизани, както и в изселвания на сръбски и черногорски колонисти от северните части на страната. Комунистите продължават да имат голямо влияние в южна Албания.
След налагането на комунистическа власт в Албания албански партизани подпомагат югославските в Черна гора и Босна и Херцеговина.
В същото време части на Бали Комбътар се противопоставят на югославската армия в Косово до пролетта на 1945 година, като при ликвидирането на съпротивата им са избити около 50 хиляди души. Съпротивата на отделни групи срещу комунистите в самата Албания продължава до началото на 50-те години.